# Will Tura
Arthur Achiel Albert Blanckaert, művésznevén Will Tura (Veurne, 1940. augusztus 2.) belga zenész és énekes.

## Pályafutása
Kilencévesen kezdett énekelni, eleinte Gilbert Bécaud és Nat King Cole dalait adta elő. Fiatalon megtanult játszani szájharmonikán, harmonikán, gitáron, zongorán és dobon. Első producere Jacques Kluger volt, akivel 1957-ben írt alá lemezszerződést. 18. születésnapján, 1958. augusztus 2-án lépett fel először szólóénekesként a Will Tura nevet használva. Az 1960-as évektől Jacques Kluger fia, Jean lett a producere. Első slágere 1962-ben jelent meg Eenzaam zonder jou címmel, melynek zenéjét Tura szerezte, szövegét pedig Ke Riema írta. Számtalan stílusban vett fel dalokat, köztük rock and roll, gospel, country és rap-számokat is énekelt. 1987-ben rögzítette Overtura c. albumát, melyen a Londoni Szimfonikus Zenekar működik közre, 2002-ben pedig elkészült De Mooiste Droom c. lemeze a Londoni Filharmonikus Zenekar közreműködésével. 1988-ban autóbalesete szenvedett, majd Mooi, 't leven is mooi c. slágere (Ottawan: Help, Get Me Some Help! feldolgozása) 1989 leggyakrabban játszott dala lett Flandriában. 1995-ben Flandria kulturális nagykövetének választották. 2001-ben belga nemességet kapott II. Albert belga királytól. 2005-ben, 65. születésnapja alkalmából, melyet Flandria-szerte ünnepeltek, megjelent Viva Tura c. CD-je. 2009-re összesen 135 kiadványa jelent meg. 2015-ben, 75. születésnapja alkalmából szülővárosában, Veurne-ben nagyszabású koncertet adott.
Felesége 1973 óta Jenny Swinnen, gyermekeik: David (szül. 1974. október 16), Sandy (szül. 1975. november 21).

## Diszkográfia

### 1960-as évek
- Will Tura (1963)
- Will Tura nr 01 – Eerste Hits (1964)
- Will Tura (1964)
- Will Tura nr 02 (1965)
- Tura Hits (1965)
- At the piano – Will Tura plays Will Tura (1966)
- Uit het hart (1966)
- Will Tura nr 03 (1966)
- Will Tura nr 04 (1967)
- Tura story (1968)
- Will Tura nr 05 (1968)
- Will Tura nr 06 – Viva el amor (1968)
- Will Tura's eerste hits (1969)
- Will Tura nr 07 (1969)

### 1970-es évek
- Will Tura nr 08 – Linda (1970)
- Will Tura nr 09 (1971)
- Will Tura nr 10 (1972)
- Witte Kerstmis (1973)
- Will Tura nr 11 (1973)
- This is Will Tura (1973)
- Portrait of Will Tura (1973)
- Will Tura nr 12 (1974)
- De wereldreis van kleine Jan (1974)
- Liefdeverdriet (1970)
- Will Tura : his life, his music (1975)
- Will Tura nr 13 (1975)
- Avond met Will Tura (1975)
- Lach ermee (1975)
- Will Tura Live (1976)
- Will Tura nr 14 (1976)
- Will Tura (1976)
- Will Tura in Nashville (1976)
- Kalender (1976)
- International (1976)
- Gouden plaat van Will Tura (1976)
- Will Tura (quality sound sorozat) (1977)
- Will Tura nr 15 (1977)
- Vlaanderen mijn land (1977)
- 20 jaar : 1957–1977 (1977)
- Will Tura nr 16 (1978)
- Will Tura (quality sound sorozat) (1978)
- Hello moeders (1978)
- Vrolijk Kerstfeest, Gelukkig Nieuwjaar (1978)
- Liefdesliedjes Will Tura & Marva (1979)
- Stepping out (1979)
- The golden best of Will Tura (1979)
- Non stop dansen en zingen met Will Tura (1979)
- Will Tura (képlemez) (1979)
- Hits a gogo (1979)
- In mijn caravan (1979)

### 1980-as évek
- I love you (1980)
- Favoriete album vol 1 (1980)
- Laatste cowboy (1980)
- Mijn eerste successen (3 LP) (1980)
- Mijn eerste successen vol 2 (3 LP) (1980)
- Liedjes die ik graag gezongen had (1955–1960) (1980)
- Liefdeverdriet (1980)
- Tura 81 (1981)
- Liedjes die ik graag gezongen had (1960–1965) (1981)
- Favorieten album vol 2 (1981)
- Toppers van Tura 1 (1982)
- Toppers van Tura 2 (1982)
- 25 jaar Tura – 22 allergrootste successen (1982)
- Liefdeverdriet vol 1 (1982)
- Tura 82 (1982)
- Mijn grootste successen (1983)
- Tura 83 (1983)
- Seventies collectie (1984)
- Will Tura 1957–1964 (1984)
- Will Tura zingt Elvis Presley (1984)
- Tura 84 (1984)
- Waar een Will is,… (1985)
- Tura 85 – in concert (1985)
- Tura 87 (1986)
- Will Tura Hitrevue (1986)
- 12 Tura toppers (1986)
- Ik zing alleen voor jou (1987)
- Een uur met Tura (1987)
- Ouvertura – Robert Groslot (1987)
- Tura 2000 (1988)
- Vlaanderen (1988)
- De sixties collectie (1989)
- De seventies collectie (1989)
- Tura vandaag (1989)

### 1990-es évek
- 16 voor Tura (1990)
- Live concert Veurne (1990)
- Turalura, rockers zingen Tura (1990)
- 1991 – karaoke jij zingt de hits van Tura (1991)
- Mijn allereerste successen (1991)
- Nieuwe wegen (1991)
- Rock 'n roll in mijn hart (1991)
- Tura in symfonie I (1992)
- Moa ven toch (1992)
- Hoop doet leven (1993)
- Grootste hits 1973–1993 (1993)
- Vrolijkste liedjes 1973–1993 (1994)
- 20 jaar tura (3 cd's) (1994)
- Tura in symfonie II (1994)
- Herinneringen 1973–1993 (1994)
- Double gold (2 CD) (1994)
- Bloed, zweet & tranen (1995)
- Tura in studio (1995)
- Tura in symfonie III (1996)
- Europa (1996)
- Tura in harmonie (1997)
- Puur Tura (1997)
- 40 jaar – 60s–70s–80s–90s (1997)
- Tura in Vorst (2 CD) (1998)
- Alleen gaan & de mooiste slows '87–'97 (1998)
- Tura gospel & kerst (1999)

### 2000-es évek
- Tura gospel (2000)
- ECI Premium (ware liefde) (2000)
- Ware liefde (2000)
- Tura collectie 1 (2001)
- Tura collectie 2 (2001)
- Tura collectie 3 (2001)
- Tura collectie 4 (2001)
- Tura collectie 5 (2001)
- Tura collectie 6 (2001)
- Terugblik 1 (2001)
- Terugblik 2 (2001)
- Terugblik 3 (2001)
- Terugblik 4 (2001)
- Terugblik 5 (2001)
- Terugblik 6 (2001)
- Het beste van Will Tura (2 CD, 2001)
- De mooiste droom (2002)
- Gospel live! CD & DVD (2002)
- Tura collectie 7 (2002)
- Feelings of... (3 CD, 2003)
- Zoals die zomer van Tien om te zien (CD e DVD, 2004)
- Gospel dvd sportpaleis (2004)
- Het allerbeste van (2004)
- Daar sta je dan (2005)
- Hitcollectie - 45 hits (2005)
- Dank u, Vlaanderen! (2 CD, 2006)
- 4 Dvd box (2006)
- Tura in symfonie 5 (2007)
- Hitcollectie volume 2 (2007)
- 2 Dvd box gospel (2007)
- 100 Hits (2008)
- Onvergetelijk / Unforgettable (2009)
- Hits, live & anders (2009)

### 2010-es évek
- Tura 70 - Helemaal Tura (2010)
- Turalura 2 (2010)
- The Essential (2011)
- Ik ben een zanger (2012)

## Fordítás
- Ez a szócikk részben vagy egészben  a   Will Tura című holland Wikipédia-szócikk fordításán alapul.  Az eredeti cikk szerkesztőit annak laptörténete sorolja fel. Ez a jelzés csupán a megfogalmazás eredetét és a szerzői jogokat jelzi, nem szolgál a cikkben szereplő információk forrásmegjelöléseként.

## Külső hivatkozások
- Hivatalos honlap